# Jiabong
Jiabong ist eine philippinische Stadtgemeinde in der Provinz Samar. Sie hat 18.342 Einwohner (Zensus 1. August 2015).

## Baranggays
Jiabong ist politisch in 34 Baranggays unterteilt.
| - Bawang - Bugho - Camarobo-an - Candayao - Cantongtong - Casapa - Catalina - Cristina - Dogongan - Garcia - Hinaga - Jia-an - Jidanao - Lulugayan - Macabetas - Malino - Malobago (Villalinda) | - Mercedes - Nagbac - Parina - Barangay No. 1 (Pob.) - Barangay No. 2 (Pob.) - Barangay No. 3 (Pob.) - Barangay No. 4 (Pob.) - Barangay No. 5 (Pob.) - Barangay No. 6 (Pob.) - Barangay No. 7 (Pob.) - Barangay No. 8 (Pob.) - Salvacion - San Andres - San Fernando - San Miguel - Tagbayaon - Victory |